# WCW Hardcore Championship
Der World Championship Wrestling (WCW) Hardcore Championship war ein Wrestlingtitel der Promotion World Championship Wrestling (WCW). Wie alle Titel im Wrestling wurde der Titel im Rahmen einer Storyline vergeben.

## Regeln

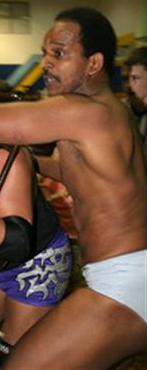
Norman Smiley war erster und längster Titelträger.

Es handelt sich um einen Titel, der im Rahmen eines Hardcore-Matches vergeben wurde, das heißt nur wenige Regeln beschränkten den Matchfluss. Waffen sind beispielsweise erlaubt, auch gilt weder Auszählen noch kann der Gegner disqualifiziert werden. Auch Griffe müssen nicht unterbrochen werden, wenn sich der Gegner am Seil befindet. Allerdings gab es im Rahmen der Laufzeit ein paar Extraregeln. So begannen die Kämpfe eine Zeitlang im Backstage-Bereich, mussten aber im Ring enden.

## Entstehung
Beim 1999er Pay-Per-View Bash at the Beach fand eine sogenannte Junkyard-Battle-Royal statt, bei der der Gewinner eine WCW-Hardcore-Trophäe erhielt. Diese Battle Royal konnte Fit Finlay für sich entscheiden. Kurz nach dem PPV wurde die Trophäe jedoch aus den Shows entfernt. Bereits diese Battle Royal war ein Entgegenkommen zum damals sehr populären Hardcore-Stil, wie ihn beispielsweise die Extreme Championship Wrestling vertrat. Auch World Wrestling Entertainment (WWE) hatte am 2. November 1998 den WWE Hardcore Championship eingeführt. So zog die WCW anschließend nach. Der Titel wurde in die Shows eingeführt, nachdem bereits einige Hardcore-Matches veranstaltet wurden. Auslöser war laut Storyline die Rivalität zwischen den beiden Wrestlern Norman Smiley und Brian Knobbs. Ein Turnier wurde veranstaltet, bei dem der erste Hardcore-Champion gekürt wurde. Beim Pay-Per-View Mayhem 1999 konnte Norman Smiley sich den Titel sichern.
Nachdem auf Grund sinkender Zuschauerzahlen WCW insgesamt in einer Krise steckte, wurde der Titel 2000 noch einmal neu angesetzt. Erster Champion wurde danach Terry Funk. 2001 konnte der drohende Untergang der WCW nicht mehr verhindert werden. Nachdem am 14. Januar 2001 Tonga Fifita (als Meng) sich den Titel sichern konnte, aber nur eine Woche später überraschend als Haku beim 2001er Royal Rumble der direkten Konkurrenz WWE teilnahm, wurde der Titel kurzerhand deaktiviert.
Nachdem die WWE die Rechte an der Promotion erworben hatten, starteten sie einen Angle mit einer „Invasion“ der feindlichen Wrestler der WCW. Dabei wurden jedoch nur die beiden Haupttitel WCW World Heavyweight Championship und WCW World Tag Team Championship verwendet.

## Liste der Titelträger
| #  | Champion                                   | Nr. | Tage | Datum des Titelgewinns | Ort                       | Veranstaltung   | Bemerkung |
| -- | ------------------------------------------ | --- | ---- | ---------------------- | ------------------------- | --------------- | --- |
| 1  | Norman Smiley                              | 1   | 51   | 21. November 1999      | Toronto, ON               | Mayhem          | Besiegte Brian Knobbs in einem Turnierfinale.                                                                                           |
| 2  | Brian Knobbs                               | 1   | 27   | 12. Januar 2000        | Erie, PA                  | WCW Thunder     | |
| 3  | Bam Bam Bigelow                            | 1   | 13   | 7. Februar 2000        | Tulsa, OK                 | Nitro           | |
| 4  | Brian Knobbs                               | 2   | 8    | 20. Februar 2000       | San Francisco, CA         | SuperBrawl      | |
| 5  | Shane Helms, Evan Karagias & Shannon Moore | 1   | 20   | 28. Februar 2000       | Minneapolis, MN           | Nitro           | Die drei Wrestler, bekannt als 3 Count besiegten Knobbs in einem Match und durften danach den Titel nach der Freebird Rule verteidigen. |
| 6  | Brian Knobbs                               | 3   | 22   | 19. März 2000          | Miami, FL                 | Uncensored      | |
| -  | Titel vakant                               | -   | -    | 10. April 2000         | Denver, CL                | N/A             | Bei einem Reboot der WCW wurden alle Titel von Vince Russo und Eric Bischoff als vakant erklärt.                                        |
| 7  | Terry Funk                                 | 1   | 36   | 16. April 2000         | Chicago, IL               | Spring Stampede | Besiegte Norman Smiley um den Titel zu gewinnen.                                                                                        |
| 8  | Shane Douglas                              | 1   | 1    | 22. Mai 2000           | Grand Rapids, MI          | Nitro           | |
| 9  | Terry Funk                                 | 2   | 13   | 23. Mai 2000           | Saginaw, MI               | Thunder         | |
| 10 | Eric Bischoff                              | 1   | 1    | 5. Juni 2000           | Atlanta, GA               | Nitro           | |
| 11 | Big Vito und Johnny the Bull               | 1   | 13   | 6. Juni 2000           | Knoxville, TN             | Thunder         | Eric Bischoff erklärte die beiden zu Titelgewinnern und ließ sie den Titel nach der freebird Rule verteidigen.                          |
| 12 | Big Vito                                   | 2   | 35   | 19. Juni 2000          | Billings, MT              | Nitro           | besiegte Johnny The Bull, um einziger Champion zu werden.                                                                               |
| 13 | Lance Storm                                | 1   | 21   | 24. Juli 2000          | Cleveland, OH             | Nitro           | Benannte den Titel in Saskatchewan Hardcore International Title um.                                                                     |
| 14 | Carl Ouellet                               | 1   | <1   | 14. August 2000        | Kelowna, British Columbia | Nitro           | Titel wurde ihm von Storm überreicht.                                                                                                   |
| 15 | Norman Smiley                              | 2   | 42   | 14. August 2000        | Kelowna, British Columbia | Nitro           | |
| -  | Titel vakant                               | -   | -    | 25. September 2000     | Uniondale, NY             | Nito            | Commissioner Mike Sanders erklärte den Titel für vakant.                                                                                |
| 16 | Reno                                       | 1   | 37   | 2. Oktober 2000        | San Francisco, CA         | Nitro           | Obwohl eigentlich Sgt. A.W.O.L. Reno in einem Turnierfinale besiegte, wurde diese Entscheidung von Sanders revertiert.                  |
| 17 | Crowbar                                    | 1   | 39   | 8. November 2000       | Chicago, IL               | Thunder         | |
| 18 | Terry Funk                                 | 3   | 28   | 17. Dezember 2000      | Washington, D.C.          | Starcade        | |
| 19 | Meng                                       | 1   | 7    | 14. Januar 2001        | Indianapolis, IN          | Sin             | |
| -  | Titel eingestellt                          | -   | -    | 21. Januar 2001        | Denver, CO                | N/A             | Meng verließ die WCW überraschend und der titel wurde eingestellt.                                                                      |

## Statistik

### Titelstatistiken
| Rekord                           | Rekordhalter                | Einheit  |
| -------------------------------- | --------------------------- | -------- |
| Meiste Titelgewinne              | Terry Funk und Brian Knobbs | je 3 mal |
| Längste Regentschaft (am Stück)  | Norman Smiley               | 51 Tage  |
| Längste Regentschaft (insgesamt) | Norman Smiley               | 93 Tage  |
| Kürzeste Regentschaft            | Carl Ouellet                | <1 Tag   |
| Ältester Titelträger             | Terry Funk                  | 56       |
| Jüngster Titelträger             | Shannon Moore               | 20       |
| Schwerster Titelträger           | Bam Bam Bigelow             | 180 kg   |
| Leichtester Titelträger          | Eric Bischoff               | 84 kg    |
| Größter Titelträger              | Bam Bam Bigelow             | 1,93 m   |
| Kleinster Titelträger            | Evan Karagias               | 1,70 m   |

### Einzelliste
| Rang | Wrestler        | Anzahl | Tage |
| ---- | --------------- | ------ | ---- |
| 1    | Norman Smiley   | 2      | 93   |
| 2    | Terry Funk      | 3      | 78   |
| 3    | Brian Knobbs    | 3      | 57   |
| 4    | Big Vito        | 2      | 48   |
| 5    | Reno            | 1      | 35   |
| 6    | Crowbar         | 1      | 31   |
| 7    | Lance Storm     | 1      | 21   |
| 8    | Evan Karagias   | 1      | 20   |
| 8    | Shane Helms     | 1      | 20   |
| 8    | Shannon Moore   | 1      | 20   |
| 11   | Bam Bam Bigelow | 1      | 13   |
| 11   | Johnny the Bull | 1      | 13   |
| 13   | Meng            | 1      | 7    |
| 14   | Eric Bischoff   | 1      | 1    |
| 14   | Shane Douglas   | 1      | 1    |
| 16   | Carl Ouellet    | 1      | <1   |